# Зицерман, Павел Васильевич
Павел Васильевич Зицерман (24 июня 1883, Куйтун, Иркутская губерния — 8 ноября 1942, Тара, Омская область) — юрист, педагог, иркутский городской голова с 23 сентября 1919 по 21 февраля 1920 года, гласный иркутской городской думы с 18 августа 1917 по 21 февраля 1920 года.

## Биография
Родился 23 июня 1883 года в Куйтуне Иркутской губернии, в еврейской купеческой семье. Отец — Василий Яковлевич Зицерман, забайкальский купец второй гильдии, арендодатель Александро-Невского винокуренного товарищества, владелец гостиницы «Европейская».
В 1904 году окончил Красноярскую гимназию, в 1910 году — юридический факультет Московского университета. В 1905 году продолжил образование в университетах Швейцарии. В 1912 году ещё раз посещал в Швейцарию и Германию. После окончания Московского университета в течение восьми лет занимался адвокатурой в Иркутске, параллельно преподавал в Иркутском коммерческом училище курсы русской истории и политэкономии, также читал лекции на городских общедоступных курсах. 18 августа 1917 года был избран гласным Иркутской городской думы. В том же году был преподавателем в реальном училище. С 1917 по 1919 год — член партии социалистов-революционеров, в дальнейшем — беспартийный. С 20 августа 1918 года — председатель Иркутской городской думы. 23 сентября 1919 года избран городским головой Иркутска. 21 февраля 1920 года уволен.
Принимал участие в работах по открытию университета в Иркутске. С 1916 года работал в созданной в иркутской городской думе университетской комиссии. В 1917 году возглавил её. В том же году был организатором и председателем Народного университета, открытие которого состоялось в сентябре 1918 года. В мае 1918 года Иркутская городская дума была разогнана большевиками. П. В. Зицерман стал сотрудничать с культурно-просветительской комиссией и возглавил подотдел высшей школы, так как советская власть поддержала идею открытия университета в Иркутске. В июле Временное Сибирское правительство восстановило Иркутскую городскую думу, в том же месяце состоялось заседание университетской комиссии. 27 октября 1918 года университет был открыт.
В 1919 году П. В. Зицерман — представитель городского самоуправления в комиссии по организации муниципально-кооперативных курсов при университете.
В январе 1920 года в Иркутске установилась советская власть, и в феврале городская дума была распущена. Несмотря на это, П. В. Зицерман не остался не у дел. Иркутский губернский исполком поручил ему организацию Восточно-Сибирского педагогического института народного образования, который был открыт 1 сентября 1920 года. В нём Зицерман занял должность заместителя ректора. В 1922 году пединститут был слит с факультетом общественных наук Иркутского государственного университета и преобразован в педагогический факультет ИГУ. П. В. Зицерман стал преподавателем, а с 1923 года — деканом факультета.
В 1923—1924 годах избирался депутатом городского Совета рабочих и красноармейских депутатов.
С 1930 года преподавал Сибирском финансово-экономическом институте. На момент ареста — доцент этого института.
1 августа 1938 года был арестован как член подпольной эсеровской белогвардейской подрывной организации. 19 ноября 1940 года приговорён Особым совещание при НКВД СССР по 58-й статье УК РСФСР к 5 годам ссылки в отдалённую местность.
Скончался 8 ноября 1942 года в городе Таре Омской области. Реабилитирован Военным трибуналом Забайкальского военного округа 24 октября 1958 года.